# Огнев, Пётр Степанович
Пётр Степанович Огнев — советский военный, государственный и политический деятель, генерал-майор авиации.

## Биография
Родился 30 сентября 1901 году в Лаишеве. Член КПСС с 1920 года.
С 1919 года — на военной службе, общественной и политической работе. В 1919—1960 гг. — участник Гражданской войны, на политической работе и командных должностях в Рабоче-Крестьянской Красной Армии, заместитель командира 4-го дальнебомбардировочного авиационного корпуса Одесского военного округа по политической части, заместитель командира по политической части 268-й истребительной авиационной дивизии, начальник политотдела 7-го штурмового авиационного корпуса 8-й Воздушной Армии, в Хабаровском военном округе. 
Делегат XVIII съезда ВКП(б).
Умер 31 декабря 1991 года в городе Щёлково, Московская область.